# 9676 Eijkman
9676 Eijkman (2023 P-L) là một tiểu hành tinh vành đai chính.